# Премия «Грэмми» за лучшее женское вокальное рок-исполнение
«Грэмми» в номинации «Лучшее женское вокальное рок-исполнение» присуждалась в период между 1980 и 2004 годами. Награда вручалась вокалисткам за проделанную ими работу (композицию или альбом), содержащую качественное вокальное исполнение в жанре рок-музыки. Ежегодно Национальная академия искусства и науки звукозаписи США выбирала несколько претенденток за «славные художественные достижения, техническое мастерство и общее превосходство в индустрии звукозаписи, без учёта продаж альбома (сингла) или позиций в чартах».
Первоначально номинация называлась «Лучшее вокальное рок-исполнение, женское», её первой лауреаткой стала Донна Саммер в 1980 году. Начиная с 1995 года название номинации изменили на «Лучшее женское вокальное рок-исполнение». Тем не менее, в 1988, 1992, 1994 годах категория была объединена с «Грэмми» за «Лучший мужской рок-вокал» и вручалась в виде общей номинации под названием «Лучшее сольное вокальное рок-исполнение», а начиная с 2005 года эта категория осталась на постоянной основе, объединяя в себе обе. Слияние этих номинаций неоднократно подвергалось критике, особенно ругали частое отсутствие женщин в числе претенденток. В ответ на критику, Национальная Академия указывала на отсутствие достойных записей в женской рок-категории, в качестве причины для слияния. Между тем, хотя награда не вручалась с 2005 года, официальное подтверждение её отмены так и не было объявлено.
Пэт Бенатар, Тина Тёрнер и Шерил Кроу лидируют по количеству побед в этой категории — по четыре раза (причём первые две исполнительницы — подряд). Мелисса Этеридж и Аланис Мориссетт побеждали по два раза. Песня Кроу «There Goes the Neighborhood» была номинирована дважды, первая версия из альбома The Globe Sessions в 1999 году (но проиграла композиции Мориссетт «Uninvited»), вторая — концертная версия из альбома Sheryl Crow and Friends: Live from Central Park была отмечена статуэткой в 2001 году. Американские исполнители побеждали в этой категории чаще, чем представители других стран, тем не менее, три раза лауреатами становились вокалистки из Канады. Стиви Никс стала рекордсменткой по количеству номинаций без побед — пять раз.
Номинантами были произведения, изданные в предыдущий календарный год, относительно текущей церемонии «Грэмми».

## Список лауреатов
| \| Год[I] \| Победительница \| Страна \| Музыкальное произведение \| Номинантки[III] \| Ссылка \| \| -------- \| ---------------- \| ------ \| ------------------------------------ \| ----------------------------------------------------------------------------------------------------------------------------------------------------------------------------------------------------------- \| ------ \| \| 1980 \| Донна Саммер \| США \| «Hot Stuff» \| - Синди Булленс[англ.] — «Survivor» - Рики Ли Джонс — «The Last Chance Texaco[англ.]» - Бонни Рэйтт — «You're Gonna Get What's Coming[англ.]» - Карли Саймон — «Vengeance[англ.]» - Таня Такер — TNT[англ.] \| [5] \| \| 1981 \| Пэт Бенатар \| США \| Crimes of Passion \| - Грейс Слик — Dreams[англ.] \| [6] \| \| 1982 \| Пэт Бенатар \| США \| «Fire and Ice[англ.]» \| - Лулу — «Who’s Foolin' Who» \| [7] \| \| 1983 \| Пэт Бенатар \| США \| «Shadows of the Night[англ.]» \| - Донна Саммер — «Protection» \| [8] \| \| 1984 \| Пэт Бенатар \| США \| «Love Is a Battlefield[англ.]» \| - Бонни Тайлер — Faster Than the Speed of Night \| [9] \| \| 1985 \| Тина Тёрнер \| США \| «Better Be Good to Me» \| - Пиа Задора — «Rock It Out» \| [10] \| \| 1986 \| Тина Тёрнер \| США \| «One of the Living» \| - Синди Лопер — «What a Thrill» \| [11] \| \| 1987 \| Тина Тёрнер \| США \| «Back Where You Started» \| - Бонни Рэйтт — «No Way to Treat a Lady» \| [12] \| \| 1988[II] \| н/д \| н/д \| н/д \| н/д \| [4] \| \| 1989 \| Тина Тёрнер \| США \| Tina Live in Europe \| - Шинейд О’Коннор — The Lion and the Cobra[англ.] \| [13] \| \| 1990 \| Бонни Рэйтт \| США \| Nick of Time \| - Тина Тёрнер — Foreign Affair \| [14] \| \| 1991 \| Аланна Майлз \| Канада \| «Black Velvet» \| - Тина Тёрнер — «Steamy Windows[англ.]» \| [15] \| \| 1992[II] \| н/д \| н/д \| н/д \| н/д \| [16] \| \| 1993 \| Мелисса Этеридж \| США \| «Ain't It Heavy[англ.]» \| - Тина Тёрнер — «The Bitch Is Back[англ.]» \| [17] \| \| 1994[II] \| н/д \| н/д \| н/д \| н/д \| [18] \| \| 1995 \| Мелисса Этеридж \| США \| «Come to My Window[англ.]» \| - Бонни Рэйтт — «Love Sneakin' Up on You[англ.]» \| [19] \| \| 1996 \| Аланис Мориссетт \| Канада \| «You Oughta Know» \| - Тони Чайлдз[англ.] — «Lay Down Your Pain[англ.]» - Пи Джей Харви — «Down by the Water[англ.]» - Джоан Осборн — «St. Teresa» - Лиз Фэр — «Don’t Have Time» \| [20] \| \| 1997 \| Шерил Кроу \| США \| «If It Makes You Happy[англ.]» \| - Бонни Рэйтт — «Burning Down the House» \| [21] \| \| 1998 \| Фиона Эппл \| США \| «Criminal» \| - Патти Смит — «1959[англ.]» \| [22] \| \| 1999 \| Аланис Мориссетт \| Канада \| «Uninvited» \| - Люсинда Уильямс — «Can’t Let Go» \| [23] \| \| 2000 \| Шерил Кроу \| США \| «Sweet Child o' Mine» \| - Сара Маклахлан — «Possession» \| [24] \| \| 2001 \| Шерил Кроу \| США \| «There Goes the Neighborhood[англ.]» \| - Патти Смит — «Glitter in Their Eyes[англ.]» \| [25] \| \| 2002 \| Люсинда Уильямс \| США \| «Get Right With God[англ.]» \| - Стиви Никс — «Planets of the Universe[англ.]» \| [26] \| \| 2003 \| Шерил Кроу \| США \| «Steve McQueen[англ.]» \| - Сьюзан Тедески — «Alone[англ.]» \| [27] \| \| 2004 \| Пинк \| США \| «Trouble» \| - Люсинда Уильямс — «Righteously» \| [28] \| |                  |        |                               | |        |
| Год[I] | Победительница   | Страна | Музыкальное произведение      | Номинантки[III] | Ссылка |
| 1980 | Донна Саммер     | США    | «Hot Stuff»                   | - Синди Булленс — «Survivor» - Рики Ли Джонс — «The Last Chance Texaco» - Бонни Рэйтт — «You're Gonna Get What's Coming» - Карли Саймон — «Vengeance» - Таня Такер — TNT | [ 5 ]  |
| 1981 | Пэт Бенатар      | США    | Crimes of Passion             | - Грейс Слик — Dreams | [ 6 ]  |
| 1982 | Пэт Бенатар      | США    | «Fire and Ice»                | - Лулу — «Who’s Foolin' Who» | [ 7 ]  |
| 1983 | Пэт Бенатар      | США    | «Shadows of the Night»        | - Донна Саммер — «Protection» | [ 8 ]  |
| 1984 | Пэт Бенатар      | США    | «Love Is a Battlefield»       | - Бонни Тайлер — Faster Than the Speed of Night | [ 9 ]  |
| 1985 | Тина Тёрнер      | США    | «Better Be Good to Me»        | - Пиа Задора — «Rock It Out» | [ 10 ] |
| 1986 | Тина Тёрнер      | США    | «One of the Living»           | - Синди Лопер — «What a Thrill» | [ 11 ] |
| 1987 | Тина Тёрнер      | США    | «Back Where You Started»      | - Бонни Рэйтт — «No Way to Treat a Lady» | [ 12 ] |
| 1988[II] | н/д              | н/д    | н/д                           | н/д | [ 4 ]  |
| 1989 | Тина Тёрнер      | США    | Tina Live in Europe           | - Шинейд О’Коннор — The Lion and the Cobra | [ 13 ] |
| 1990 | Бонни Рэйтт      | США    | Nick of Time                  | - Тина Тёрнер — Foreign Affair | [ 14 ] |
| 1991 | Аланна Майлз     | Канада | «Black Velvet»                | - Тина Тёрнер — «Steamy Windows» | [ 15 ] |
| 1992[II] | н/д              | н/д    | н/д                           | н/д | [ 16 ] |
| 1993 | Мелисса Этеридж  | США    | «Ain't It Heavy»              | - Тина Тёрнер — «The Bitch Is Back» | [ 17 ] |
| 1994[II] | н/д              | н/д    | н/д                           | н/д | [ 18 ] |
| 1995 | Мелисса Этеридж  | США    | «Come to My Window»           | - Бонни Рэйтт — «Love Sneakin' Up on You» | [ 19 ] |
| 1996 | Аланис Мориссетт | Канада | «You Oughta Know»             | - Тони Чайлдз — «Lay Down Your Pain» - Пи Джей Харви — «Down by the Water» - Джоан Осборн — «St. Teresa» - Лиз Фэр — «Don’t Have Time»                                   | [ 20 ] |
| 1997 | Шерил Кроу       | США    | «If It Makes You Happy»       | - Бонни Рэйтт — «Burning Down the House» | [ 21 ] |
| 1998 | Фиона Эппл       | США    | «Criminal»                    | - Патти Смит — «1959» | [ 22 ] |
| 1999 | Аланис Мориссетт | Канада | «Uninvited»                   | - Люсинда Уильямс — «Can’t Let Go» | [ 23 ] |
| 2000 | Шерил Кроу       | США    | «Sweet Child o' Mine»         | - Сара Маклахлан — «Possession» | [ 24 ] |
| 2001 | Шерил Кроу       | США    | «There Goes the Neighborhood» | - Патти Смит — «Glitter in Their Eyes» | [ 25 ] |
| 2002 | Люсинда Уильямс  | США    | «Get Right With God»          | - Стиви Никс — «Planets of the Universe» | [ 26 ] |
| 2003 | Шерил Кроу       | США    | «Steve McQueen»               | - Сьюзан Тедески — «Alone» | [ 27 ] |
| 2004 | Пинк             | США    | «Trouble»                     | - Люсинда Уильямс — «Righteously» | [ 28 ] |

- ↑  Ссылка на церемонию «Грэмми», прошедшую в этом году.
- ↑  Номинация была объединена с категорией «Лучший мужской рок-вокал» и награда вручалась в рамках единой номинации — «Лучшее сольное вокальное рок-исполнение».
- ↑  Кавычками обозначены — песни (синглы), курсивом — альбомы.